# Dirka po Sloveniji 2016
Dirka po Sloveniji 2016 je bila triindvajseta izvedba Dirke po Sloveniji. To je bila etapna dirka UCI Europe Tour (2.1), ki je potekala od 16. do 19. junija 2016, v skupni dolžini 588,8 kilometrov.
Dirko je zmagal Rein Taaramäe, drugi je bil Jack Haig, tretji pa Jan Bárta.
Nosilci preostalih majic so bili: Jack Haig najboljši tudi po točkah (rdeča), Jan Tratnik na gorskih ciljih (modra), Egan Bernal najboljši mladi kolesar (bela) in ekipno Androni Giocattoli–Sidermec.

## Ekipe
Dirko je začelo 140 kolesarjev iz 19 ekip, od tega jo je končalo 124 kolesarjev.

### UCI WorldTeams
- Team Sky
- Tinkoff
- Lampre–Merida
- Team Dimension Data
- Team Katusha
- Orica–GreenEDGE

### UCI Pro Continental
- Bora–Argon 18
- Bardiani–CSF
- Androni Giocattoli–Sidermec
- Topsport Vlaanderen–Baloise
- Gazprom–RusVelo
- Nippo–Vini Fantini

### UCI Continental
- Adria Mobil
- Amplatz–BMC
- Norda–MG.K Vis Vega
- Radenska–Ljubljana
- SKC TUFO Prostějov
- Meridiana–Kamen

### Državna reprezentanca
- Slovenija

## Trasa in etape
| Etapa  | Datum     | Trasa                        | Dolžina  | Disciplina | Disciplina      | Zmagovalec        |          |
| ------ | --------- | ---------------------------- | -------- | ---------- | --------------- | ----------------- | -------- |
| 1      | 16. junij | Ljubljana – Koper            | 175,7 km |            | hribovita etapa | Jens Keukeleire   |          |
| 2      | 17. junij | Nova Gorica – Golte          | 217,2 km |            | gorska etapa    | Rein Taaramäe     |          |
| 3      | 18. junij | Celje – Celjska koča         | 16,8 km  |            | kronometer      | Diego Ulissi      |          |
| 4      | 19. junij | Rogaška Slatina – Novo mesto | 179,1 km |            | hribovita etapa | Aleksander Porsev |          |
| Skupaj | Skupaj    | 588,8 km                     | 588,8 km | 588,8 km   | 588,8 km        | 588,8 km          | 588,8 km |

### Etapa 1
16. junij 2016 — 175,7 km
| Mesto            | Kolesar           | Ekipa                       | Čas        |
| ---------------- | ----------------- | --------------------------- | ---------- |
| Uradni rezultati |                   |                             |            |
| 1.               | Jens Keukeleire   | Orica–GreenEDGE             | 4h 27' 33" |
| 2.               | Diego Ulissi      | Lampre–Merida               | s.t.       |
| 3.               | Scott Thwaites    | Bora–Argon 18               | s.t.       |
| 4.               | Jack Haig         | Orica–GreenEDGE             | + 3"       |
| 5.               | Francesco Gavazzi | Androni Giocattoli–Sidermec | + 3"       |
| 6.               | Sacha Modolo      | Lampre–Merida               | + 3"       |
| 7.               | Omar Fraile       | Team Dimension Data         | + 3"       |
| 8.               | Enrico Barbin     | Bardiani–CSF                | + 3"       |
| 9.               | Kristian Sbaragli | Team Dimension Data         | + 3"       |
| 10.              | Luca Chirico      | Bardiani–CSF                | + 3"       |

### Etapa 2
17. junij 2016 — 217,2 km
| Mesto                       | Kolesar         | Ekipa                       | Čas         |
| --------------------------- | --------------- | --------------------------- | ----------- |
| Uradni rezultati            |                 |                             |             |
| 1.                          | Rein Taaramäe   | Team Katusha                | 5h 46' 40"  |
| 2.                          | Jack Haig       | Orica–GreenEDGE             | + 36"       |
| 3.                          | Egan Bernal     | Androni Giocattoli–Sidermec | + 50"       |
| 4.                          | Pavel Kočetkov  | Team Katusha                | + 58"       |
| 5.                          | Jure Golčer     | Adria Mobil                 | + 1' 01"    |
| 6.                          | Janez Brajkovič | Slovenia                    | + 1' 03"    |
| 7.                          | Antonio Santoro | Meridiana–Kamen             | + 1' 08"    |
| 8.                          | Floris De Tier  | Topsport Vlaanderen–Baloise | + 1' 14"    |
| 9.                          | Rodolfo Torres  | Androni Giocattoli–Sidermec | + 1' 18"    |
| 10.                         | José Mendes     | Bora–Argon 18               | + 1' 20"    |
| Skupni seštevek po 2. etapi |                 |                             |             |
| 1.                          | Rein Taaramäe   | Team Katusha                | 10h 14' 16" |
| 2.                          | Jack Haig       | Orica–GreenEDGE             | + 36"       |
| 3.                          | Egan Bernal     | Androni Giocattoli–Sidermec | + 50"       |
| 4.                          | Pavel Kočetkov  | Team Katusha                | + 58"       |
| 5.                          | Jure Golčer     | Adria Mobil                 | + 1' 01"    |
| 6.                          | Antonio Santoro | Meridiana–Kamen             | + 1' 08"    |
| 7.                          | Floris De Tier  | Topsport Vlaanderen–Baloise | + 1' 14"    |
| 8.                          | Michele Gazzara | Norda–MG.K Vis Vega         | + 1' 28"    |
| 9.                          | Jan Bárta       | Bora–Argon 18               | + 1' 28"    |
| 10.                         | Janez Brajkovič | Slovenia                    | + 1' 30"    |

### Etapa 3
18. junij 2016 — 16,8 km
| Mesto                       | Kolesar              | Ekipa                       | Čas         |
| --------------------------- | -------------------- | --------------------------- | ----------- |
| Uradni rezultati            |                      |                             |             |
| 1.                          | Diego Ulissi         | Lampre–Merida               | 28' 23"     |
| 2.                          | Rein Taaramäe        | Team Katusha                | + 4"        |
| 3.                          | Omar Fraile          | Team Dimension Data         | + 52"       |
| 4.                          | Aleksander Foliforov | Gazprom–RusVelo             | + 1' 10"    |
| 5.                          | Jack Haig            | Orica–GreenEDGE             | + 1' 10"    |
| 6.                          | Jan Bárta            | Bora–Argon 18               | + 1' 14"    |
| 7.                          | Artjom Ovečkin       | Gazprom–RusVelo             | + 1' 22"    |
| 8.                          | José Mendes          | Bora–Argon 18               | + 1' 23"    |
| 9.                          | Gianni Moscon        | Team Sky                    | + 1' 24"    |
| 10.                         | Jan Tratnik          | Amplatz–BMC                 | + 1' 28"    |
| Skupni seštevek po 3. etapi |                      |                             |             |
| 1.                          | Rein Taaramäe        | Team Katusha                | 10h 42' 43" |
| 2.                          | Jack Haig            | Orica–GreenEDGE             | + 1' 42"    |
| 3.                          | Jan Bárta            | Bora–Argon 18               | + 2' 38"    |
| 4.                          | Egan Bernal          | Androni Giocattoli–Sidermec | + 2' 47"    |
| 5.                          | Jure Golčer          | Adria Mobil                 | + 2' 48"    |
| 6.                          | Eliot Lietaer        | Topsport Vlaanderen–Baloise | + 2' 57"    |
| 7.                          | José Mendes          | Bora–Argon 18               | + 3' 00"    |
| 8.                          | Pavel Kočetkov       | Team Katusha                | + 3' 14"    |
| 9.                          | Gianni Moscon        | Team Sky                    | + 3' 15"    |
| 10.                         | Janez Brajkovič      | Slovenia                    | + 3' 15"    |

### Etapa 4
19. junij 2016 — 179,1 km
| Mesto            | Kolesar            | Ekipa                       | Čas        |
| ---------------- | ------------------ | --------------------------- | ---------- |
| Uradni rezultati |                    |                             |            |
| 1.               | Aleksander Porsev  | Team Katusha                | 4h 27' 46" |
| 2.               | Rüdiger Selig      | Bora–Argon 18               | s.t.       |
| 3.               | Kristian Sbaragli  | Team Dimension Data         | s.t.       |
| 4.               | Bert Van Lerberghe | Topsport Vlaanderen–Baloise | s.t.       |
| 5.               | Andrew Fenn        | Team Sky                    | s.t.       |
| 6.               | David Per          | Adria Mobil                 | s.t.       |
| 7.               | Roman Maikin       | Gazprom–RusVelo             | s.t.       |
| 8.               | Sacha Modolo       | Lampre–Merida               | s.t.       |
| 9.               | Michele Viola      | Meridiana–Kamen             | s.t.       |
| 10.              | Elia Viviani       | Team Sky                    | s.t.       |

## Razvrstitev vodilnih
| Etapa          | Zmagovalec       | Skupno          | Po točkah       | Gorski cilji  | Mladi kolesarji | Ekipno                      |
| -------------- | ---------------- | --------------- | --------------- | ------------- | --------------- | --------------------------- |
| 1              | Jens Keukeleire  | Jens Keukeleire | Jens Keukeleire | Marek Čanecký | Lorenzo Rota    | Lampre–Merida               |
| 2              | Rein Taaramäe    | Rein Taaramäe   | Jack Haig       | Jan Tratnik   | Egan Bernal     | Androni Giocattoli–Sidermec |
| 3              | Diego Ulissi     | Rein Taaramäe   | Jack Haig       | Jan Tratnik   | Egan Bernal     | Androni Giocattoli–Sidermec |
| 4              | Alexander Porsev | Rein Taaramäe   | Jack Haig       | Jan Tratnik   | Egan Bernal     | Androni Giocattoli–Sidermec |
| Končni nosilci | Končni nosilci   | Rein Taaramäe   | Jack Haig       | Jan Tratnik   | Egan Bernal     | Androni Giocattoli–Sidermec |

## Končna razvrstitev
| Legenda | Legenda                      | Legenda | Legenda                          |
| ------- | ---------------------------- | ------- | -------------------------------- |
|         | Zmagovalec skupnega seštevka |         | Zmagovalec gorskih ciljev        |
|         | Zmagovalec po točkah         |         | Zmagovalec med mladimi kolesarji |

### Skupno
| Uvr. | Kolesar           | Ekipa                       | Čas         |
| ---- | ----------------- | --------------------------- | ----------- |
| 1.   | Rein Taaramäe     | Team Katusha                | 15h 10' 29" |
| 2.   | Jack Haig         | Orica–GreenEDGE             | + 1' 42"    |
| 3.   | Jan Bárta         | Bora–Argon 18               | + 2' 38"    |
| 4.   | Egan Bernal       | Androni Giocattoli–Sidermec | + 2' 47"    |
| 5.   | Jure Golčer       | Adria Mobil                 | + 2' 48"    |
| 6.   | Eliot Lietaer     | Topsport Vlaanderen–Baloise | + 2' 57"    |
| 7.   | José Mendes       | Bora–Argon 18               | + 3' 00"    |
| 8.   | Pavel Kočetkov    | Team Katusha                | + 3' 14"    |
| 9.   | Janez Brajkovič   | Slovenija                   | + 3' 15"    |
| 10.  | Franco Pellizotti | Androni Giocattoli–Sidermec | + 3' 27"    |

### Po točkah
| Uvr. | Kolesar           | Ekipa               | Točke |
| ---- | ----------------- | ------------------- | ----- |
| 1.   | Jack Haig         | Orica–GreenEDGE     | 46    |
| 2.   | Diego Ulissi      | Lampre–Merida       | 45    |
| 3.   | Rein Taaramäe     | Team Katusha        | 45    |
| 4.   | Jens Keukeleire   | Orica–GreenEDGE     | 28    |
| 5.   | Aleksander Porsev | Team Katusha        | 25    |
| 6.   | Omar Fraile       | Team Dimension Data | 25    |
| 7.   | Kristian Sbaragli | Team Dimension Data | 23    |
| 8.   | Rüdiger Selig     | Bora–Argon 18       | 20    |
| 9.   | Jon Božič         | Adria Mobil         | 19    |
| 10.  | Michele Viola     | Meridiana–Kamen     | 18    |

### Gorski cilji
| Uvr. | Kolesar          | Ekipa                       | Točke |
| ---- | ---------------- | --------------------------- | ----- |
| 1.   | Jan Tratnik      | Amplatz–BMC                 | 17    |
| 2.   | Preben Van Hecke | Topsport Vlaanderen–Baloise | 16    |
| 3.   | Rein Taaramäe    | Team Katusha                | 12    |
| 4.   | Iuri Filosi      | Nippo–Vini Fantini          | 10    |
| 5.   | Michele Gazzara  | Norda–MG.K Vis Vega         | 9     |
| 6.   | Jack Haig        | Orica–GreenEDGE             | 8     |
| 7.   | Kenny De Ketele  | Topsport Vlaanderen–Baloise | 8     |
| 8.   | Jon Božič        | Adria Mobil                 | 7     |
| 9.   | Egan Bernal      | Androni Giocattoli–Sidermec | 6     |
| 10.  | Jens Wallays     | Topsport Vlaanderen–Baloise | 6     |

### Mladi kolesarji
| Uvr. | Kolesar           | Ekipa                       | Čas         |
| ---- | ----------------- | --------------------------- | ----------- |
| 1.   | Egan Bernal       | Androni Giocattoli–Sidermec | 15h 13' 16" |
| 2.   | Gianni Moscon     | Team Sky                    | + 1' 17"    |
| 3.   | Lorenzo Rota      | Bardiani–CSF                | + 2' 17"    |
| 4.   | Žiga Ručigaj      | Radenska–Ljubljana          | + 14' 52"   |
| 5.   | Nils Politt       | Team Katusha                | + 18' 17"   |
| 6.   | Matej Mohorič     | Lampre–Merida               | + 18' 19"   |
| 7.   | Bruno Maltar      | Radenska–Ljubljana          | + 21' 05"   |
| 8.   | David Per         | Adria Mobil                 | + 22' 42"   |
| 9.   | Gregor Mühlberger | Bora–Argon 18               | + 23' 50"   |
| 10.  | Simone Velasco    | Bardiani–CSF                | + 23' 53"   |

### Ekipno
| Uvr. | Ekipa                       | Čas         |
| ---- | --------------------------- | ----------- |
| 1.   | Androni Giocattoli–Sidermec | 45h 40' 44" |
| 2.   | Bora–Argon 18               | + 2' 51"    |
| 3.   | Norda–MG.K Vis Vega         | + 8' 26"    |
| 4.   | Topsport Vlaanderen–Baloise | + 9' 39"    |
| 5.   | Team Katusha                | + 11' 12"   |
| 6.   | Adria Mobil                 | + 12' 55"   |
| 7.   | Bardiani–CSF                | + 14' 05"   |
| 8.   | Tinkoff                     | + 14' 34"   |
| 9.   | Amplatz–BMC                 | + 20' 27"   |
| 10.  | Lampre–Merida               | + 24' 57"   |